# Đại học Napoli Federico II
Viện Đại học hệ Nghiên cứu Napoli "Federico II" (tiếng Ý: Università degli Studi di Napoli "Federico II") còn được gọi là Đại học Napoli (tiếng Ý: Università di Napoli, tiếng Anh: University of Naples) hay được gọi một cách đơn giản hơn là Federico II là một viện đại học nghiên cứu tại Napoli, Ý. Được thành lập vào năm 1224, đây là viện đại học công lập và phi tôn giáo đầu tiên trên thế giới. Nó là đại học đầu tiên của châu Âu chuyên đào tạo nhân viên hành chính nhà nước, và là một trong những cơ sở học thuật và hàn lâm lâu đời nhất thế giới còn hoạt động cho đến ngày nay. Federico II là đại học lớn thứ hai tại Ý tính theo số lượng sinh viên nhập học và là một trong những đại học quan trọng hàng đầu của Ý.

## Lịch sử
Viện đại học Napoli được thành lập bởi hoàng đế Friedrich II của Thánh chế La Mã vào ngày 5 tháng 6 năm 1224. Đây là tổ chức giáo dục đại học và nghiên cứu công lập thuộc nhà nước đầu tiên trên thế giới. Một trong những sinh viên nổi tiếng nhất là nhà thần học Công giáo La Mã và triết gia Tôma Aquinô. Năm 1992, Đại học Napoli chính thức được đặt tên theo vị hoàng đế Friedrich đệ Nhị (tiếng Ý: Federico Secondo).